# Daniela Walkowiak
Daniela Walkowiak, po mężu Pilecka, Lewicka (ur. 24 maja 1935 w Łąkach Wielkich) – polska kajakarka, brązowa medalistka olimpijska z Rzymu (1960).
W 1960 roku zdobyła dla Polski pierwszy medal olimpijski w kajakarstwie.
Trzykrotnie startowała w igrzyskach olimpijskich. W Melbourne 1956 zajęła 6. miejsce w wyścigu jedynek (K-1) na 500 m. Podczas olimpiady w Rzymie 1960 zdobyła brązowy medal w tej samej konkurencji, a w wyścigu kajaków dwójek (K-2) była czwarta (płynęła wraz z Janiną Mendalską). Cztery lata później w Tokio 1964 była siódma w konkurencji jedynek i ósma w dwójkach (wraz z Izabellą Antonowicz).
Była też dwukrotną finalistką mistrzostw świata i siedmiokrotną finalistką mistrzostw Europy. Dwadzieścia pięć razy zdobywała mistrzostwo Polski, 29 razy w K-1 (na 500 m i na 3000 m) i 5 razy w K-2 (na 500 m).
Reprezentowała m.in. Spójnię Warszawa, Zawiszę Bydgoszcz oraz Gwiazdę Bydgoszcz.